# Jan Štěrba
Jan Štěrba [ˈjan ˈʃcɛrba] (* 1. Juni 1981 in Prag) ist ein tschechischer Kanute.

## Karriere
Jan Štěrba, der Mitglied im TJ Dukla Praha ist, nahm an zwei Olympischen Spielen teil. Sein Debüt erfolgte anlässlich der Spiele 2012 in London, bei denen er neben Daniel Havel, Jan Dostál und Lukáš Trefil zum tschechischen Aufgebot im Vierer-Kajak gehörte. In ihrem Vorlauf verpassten sie nach 2:54,267 Minuten als Zweite hinter Ungarn knapp die direkte Finalqualifikation, mit einem dritten Platz im ersten Halbfinallauf gelang diese dann aber doch noch. Im Endlauf überquerten die Tschechen schließlich nach 2:55,850 Minuten erneut als Dritte die Ziellinie, hinter den siegreichen Australiern und erneut hinter der ungarischen Mannschaft, womit Štěrba, Havel, Dostál und Trefil die Bronzemedaille gewannen.
Bei den Olympischen Spielen 2016 in Rio de Janeiro ging Jan Štěrba in zwei Wettbewerben an den Start. Im Zweier-Kajak wurde er mit Daniel Havel auf der 1000-Meter-Strecke im Vorlauf nur Sechster und kam auch im Halbfinale nicht über den vierten Platz hinaus. Das B-Finale beendeten sie erneut auf Rang vier, womit sie den zwölften Gesamtplatz belegten. Darüber hinaus gehörte Štěrba erneut zur Besetzung des Vierer-Kajaks, der wie schon 2012 von Daniel Havel, Josef Dostál und Lukáš Trefil komplettiert wurde. Als Gewinner ihres Vorlaufs qualifizierten sie sich direkt für den Endlauf und beendeten diesen wie vier Jahre zuvor auf Rang drei. Mit 3:05,176 Minuten Rennzeit blieben sie drei Sekunden hinter den siegreichen Deutschen, während sich die eine Zehntelsekunde schnelleren Slowaken gegen die Tschechen im Kampf um Silber durchsetzten.
Zahlreiche Medaillen sicherte sich Štěrba auch bei Weltmeisterschaften. Nach Bronze im Vierer-Kajak über 1000 Meter bei den Weltmeisterschaften 2010 in Posen und Silber 2013 in Duisburg wurde er in dieser Disziplin 2014 in Moskau Weltmeister. 2015 in Mailand belegte er mit dem Vierer-Kajak den dritten Platz. In Račice u Štětí folgte 2017 eine weitere Bronzemedaille im Vierer-Kajak, diesmal über 500 Meter.
Bei den Europaspielen 2015 in Baku verpasste Štěrba im Vierer-Kajak, dessen Besetzung dieselbe wie bei Štěrbas beiden Olympiateilnahmen lautete, als Vierter knapp einen Medaillengewinn.
Auf Europameisterschaftsebene sicherte sich Jan Štěrba zunächst 2005 in Posen und 2006 in Račice u Štětí jeweils Silber im Vierer-Kajak über 200 Meter. 2009 gewann er in Brandenburg an der Havel im Vierer-Kajak über 1000 Meter ebenso Bronze wie 2010 in Corvera. Bei den Europameisterschaften 2013 in Montemor-o-Velho gewann er über 1000 Meter im Zweier-Kajak mit Daniel Havel Bronze. Im Vierer-Kajak wurde er dagegen erstmals Europameister und verteidigte diesen Titel sowohl 2014 in Brandenburg als auch 2015 in Račice u Štětí. 2015 belegte er außerdem im Zweier-Kajak über 1000 Meter mit Daniel Havel nochmals den dritten Rang.